# Jerzy Zawieyski
Jerzy Zawieyski, do 1946 Henryk Nowicki (ur. 2 października 1902 w Radogoszczu, zm. 18 czerwca 1969 w Warszawie) – polski aktor, dramatopisarz, prozaik, eseista, redaktor „Tygodnika Powszechnego” i „Znaku”, katolicki działacz polityczny, poseł na Sejm PRL II, III i IV kadencji (1957–1969) z ramienia Znaku, członek Rady Państwa (1957–1968), prezes Ogólnopolskiego Klubu Postępowej Inteligencji Katolickiej.

## Życie i działalność

### Młodość
Urodził się w rodzinie inteligenckiej, jako syn Jana Nowickiego i Marianny z domu Kicińskiej. Jego ojciec był nauczycielem; zmarł, kiedy Jerzy miał cztery lata. Matka wyszła ponownie za mąż, zmarła w 1924.
W młodości obracał się w kręgach lewicowych. Mając 19 lat, wydał pod pseudonimem Konar-Nowicki swój debiutancki tomik wierszy zatytułowany Strzępy, będący „szkolną poezją”, wtórną wobec Hymnów Jana Kasprowicza. W latach 1923–1926 uczył się w szkole dramatycznej w Krakowie. Po studiach związał się z teatrem – początkowo pracował krótko jako aktor (m.in. w Reducie Juliusza Osterwy), potem jako krytyk i dramaturg. W latach 1929–1932 przebywał we Francji, gdzie działał w środowiskach polonijnych jako instruktor różnych polskich zespołów artystycznych. W 1932 ukazała się jego pierwszą powieść Gdzie jesteś, przyjacielu? będąca debiutem dojrzałego pisarza. Po powrocie do kraju i krótkim okresie występów w teatrze „Ateneum” u Stefana Jaracza w latach 1932–1939 sprawował funkcję instruktora w Instytucie Teatrów Ludowych. Wykładał też na specjalnych kursach dla przyszłych instruktorów teatralnych, m.in. w 1935 i 1937 w Cieszynie oraz w 1939 w Bystrzycy.
W 1933 podczas kursu dla nauczycieli w Wymyślinie poznał Stanisława Trębaczkiewicza, swojego młodszego o osiem lat życiowego partnera, późniejszego pracownika naukowego Katolickiego Uniwersytetu Lubelskiego. Wersja przedstawiona przez Joannę Siedlecką w książkach: Obława. Losy pisarzy represjonowanych oraz Biografie odtajnione. Z archiwów literackich bezpieki stwierdza, że Zawieyski (związany z teatrami ludowymi) poznał kilkunastoletniego Trębaczkiewicza tańczącego krakowiaka na jednej z prowincjonalnych scen. Zakochał się w Trębaczkiewiczu „od pierwszego wejrzenia” i zabrał go do Warszawy jako swego wychowanka. Zawieyski po latach w 1963 tak pisał o swoim związku z Trębaczkiewiczem:
Staś to dzieło mojego życia. Ale i ja zawdzięczam mu wiele, tak wiele, że nie da się tego wyrazić. [...] Obaj doszliśmy do realizacji dążeń naszego życia. Obaj w tym pomagaliśmy sobie nawzajem. I tak już będzie do śmierci. Ta przyjaźń jest czymś niezwykłym, rzadkim i pozostała nieskalana w swoich najgłębszych uczuciach.
Związek Zawieyskiego i Trębaczkiewicza trwał nieprzerwanie 36 lat, przypieczętowany wspólnie wybranym miejscem pochówku w Laskach. W okresie powojennym odwiedzała ich towarzysko m.in. Maria Dąbrowska, która opisała w dzienniku ich razem: Nastrój tego męskiego domu jest jakiś przyjemny i [...] wesoły. Także Anna Kowalska odnotowała w dzienniku spotkania z Zawieyskim i Trębaczkiewiczem w ich wspólnym domu.

### Lata powojenne
Po 1945 Zawieyski skupił się na działalności literackiej i publicystycznej, był związany z „Tygodnikiem Powszechnym”. W latach od 1949 do 1955 miał zakaz publikacji i wystawiania sztuk. Podpisał list Komisji Intelektualistów i Działaczy Katolickich z 6 listopada 1950 do intelektualistów francuskich, wyrażający solidarność i propozycję współpracy. Od 1956 działacz Klubów Inteligencji Katolickiej. W latach 1956–1957 przewodniczący Ogólnopolskiego Klubu Postępowej Inteligencji Katolickiej, następnie prezes warszawskiego KIK. W latach 1956–1962 był wiceprezesem Zarządu Głównego Związku Literatów Polskich, od 1958 do 1969 członkiem prezydium Ogólnopolskiego Komitetu Frontu Jedności Narodu. W 1957 został posłem na Sejm PRL, mandat pełnił w II, III i IV kadencji. Reprezentował koło „Znak”.
Zawieyski pozostawał w zażyłych stosunkach z hierarchią kościelną. Przyjaźnił się m.in. z prymasem Stefanem Wyszyńskim, z ks. Janem Zieją i ks. Romanem Szczygłem pallotynem. W 1964 został przyjęty na audiencji prywatnej u papieża Jana XXIII, później przez Pawła VI. Księdzu Ziei Zawieyski zawdzięczał swoje nawrócenie, prymas Wyszyński wspierał go finansowo w trudnych latach powojennej cenzury.
W okresie swojej aktywności politycznej Jerzy Zawieyski starał się odgrywać rolę mediatora pomiędzy I sekretarzem Władysławem Gomułką a kard. Wyszyńskim.
Prywatne życie pisarza nacechowane było niewątpliwymi kłopotami z samoakceptacją i tożsamością. Świadczą o tym m.in. jego zażyłość z Zofią Nałkowską, kilkakrotna zmiana nazwiska i próby samobójcze. Przypuszczalnie też trudno było mu pogodzić praktykowany katolicyzm ze swoim homoseksualizmem. Annie Kowalskiej zwierzał się ze swych stanów depresyjnych, „lęku” wobec Boga i „potrzeby modlitwy” (rysując analogię między sobą a Blaise’em Pascalem).
Serdeczna przyjaźń, zawiązana jeszcze podczas wojny i poświadczona obfitą korespondencją, łączyła go z pisarką Zofią Nałkowską (która, nie znając orientacji seksualnej Zawieyskiego, traktowała tę tkliwą, a czasem nieoczekiwanie chłodną relację, co poświadcza w dzienniku, jako przejaw uczucia i zalążek więzi miłosnej). Toczył z nią, w toku spotkań i w listach, dyskusje o Bogu, kulturze i bieżącej sytuacji politycznej.
Podczas wydarzeń marcowych w 1968 Zawieyski wraz z kilkoma posłami koła „Znak” wystosował interpelację poselską w obronie studentów brutalnie pobitych przez milicję. Po miesiącu zareagował na nią krytycznie premier Józef Cyrankiewicz, a z mównicy sejmowej zaatakowali w wystąpieniu Józef Ozga-Michalski i Zenon Kliszko (wówczas prawa ręka Władysława Gomułki). 10 kwietnia Zawieyski odpowiedział na ataki przemówieniem biorącym w obronę zarówno studentów, jak i posłów „Znaku”. Ujął się również za pisarzami, a w szczególności za „pobitym przez nieznanych sprawców” Stefanem Kisielewskim.

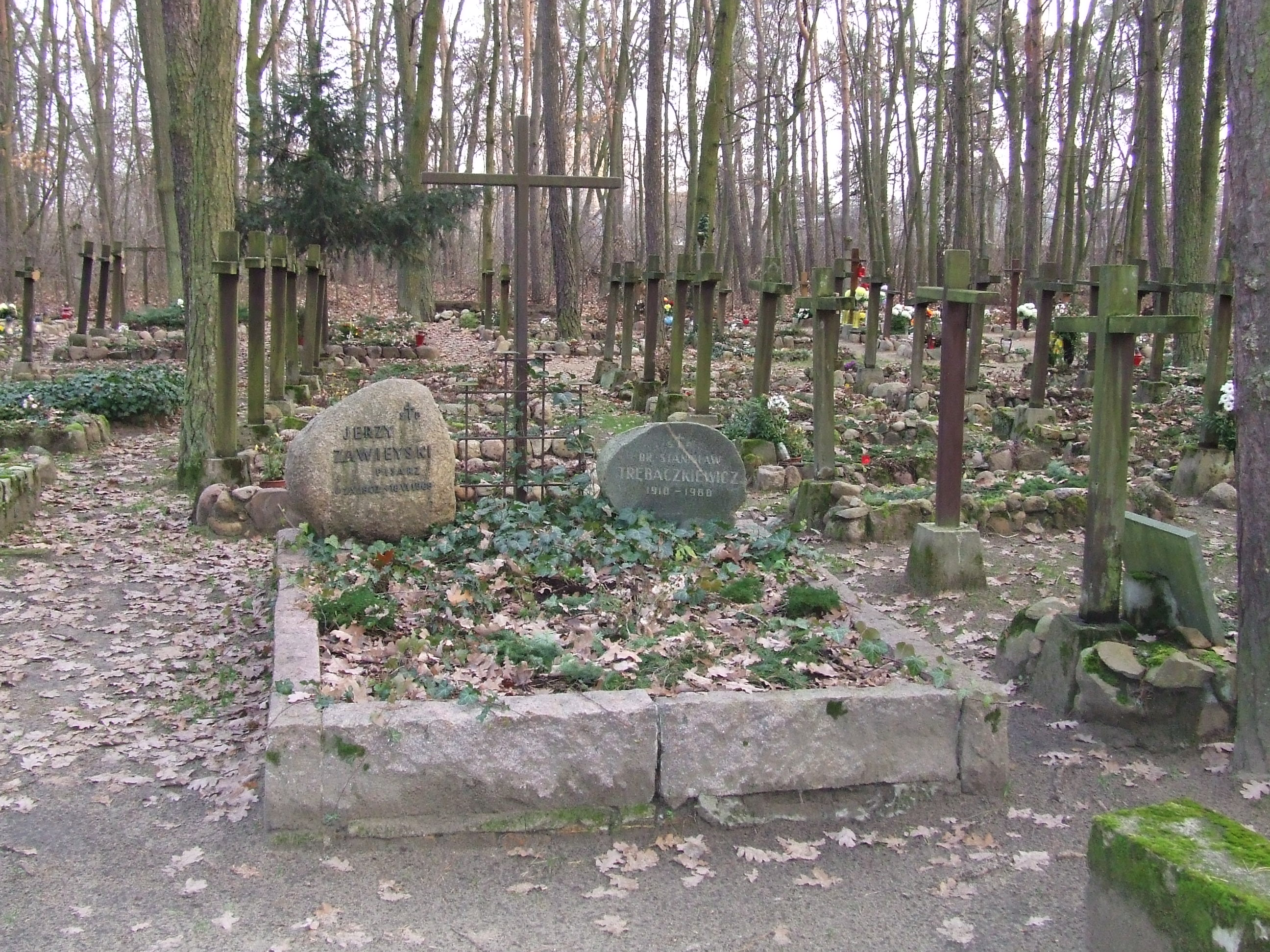
Wspólny grób Jerzego Zawieyskiego i Stanisława Trębaczkiewicza na cmentarzu leśnym w Laskach

Wystąpienie Zawieyskiego wywołało w sejmie polityczną burzę wokół jego osoby, nie szczędzono mu przy tym obelg i pomówień. W rezultacie zrzekł się funkcji członka Rady Państwa, którą piastował od 1957. Dziesięć dni po partyjnej nagonce dostał wylewu do mózgu.
Po tym zdarzeniu leczył się przez dłuższy czas w Lecznicy Ministerstwa Zdrowia przy ulicy Emilii Plater w Warszawie. Specjaliści uznawali, że leczenie przynosi pozytywne skutki, a skutki wylewu cofają się. Zawieyski odzyskał mowę, wychodził na spacery po korytarzu. Stanisław Trębaczkiewicz relacjonował, że jednak bardzo cierpi psychicznie z powodu zaników pamięci. Zginął, wypadając z okna trzeciego piętra szpitala. Oficjalna wersja uznała jego śmierć za samobójstwo, lecz liczne poszlaki wskazują, że mogło być to morderstwo polityczne (defenestracja). Najprawdopodobniej jednak było to albo samobójstwo, albo nieszczęśliwy wypadek. Został pochowany na cmentarzu leśnym w Laskach.

## Ordery i odznaczenia
- Krzyż Komandorski z Gwiazdą Orderu Odrodzenia Polski (1966 – z okazji 40-lecia pracy artystycznej)[19]
- Krzyż Kawalerski Orderu Odrodzenia Polski
- Srebrny Krzyż Zasługi (11 listopada 1936)[20]
- Srebrny Wawrzyn Akademicki (7 listopada 1936)[21]
- Krzyż Wielkiego Oficera Orderu Zasługi Republiki Włoskiej (1965)[22]
- Odznaka 1000-lecia Państwa Polskiego (1966)[23]

## Twórczość
„Jerzy Zawieyski” to jeden z wielu używanych przez pisarza pseudonimów (prawdopodobnie na cześć budowniczego Teatru im. Juliusza Słowackiego w Krakowie, teatru, który w życiu pisarza odegrał tak wielką rolę – Jana Zawiejskiego). Pseudonim „Zawieyski” przyjął sądownie jako nazwisko. Jako pisarz uważany jest za moralistę, opierającego się na podłożu religii katolickiej, kontynuując twórczą debatę na temat istoty dobra i zła.
Nazwisko Zawieyskiego jest też wymienione w liście redaktorów, którzy przeprowadzili korektę literacką „Biblii Tysiąclecia”.
Dramaty ukazały się w zbiorach Dramaty (1957) i Dramaty współczesne (1962). Zekranizowano dwa dzieła Zawieyskiego – nowelę Prawdziwy koniec wielkiej wojny w 1957 w reżyserii Jerzego Kawalerowicza i opowiadanie Odwiedziny prezydenta w 1961 w reżyserii Jana Batorego.
W 2002 ukazała się drukiem Korespondencja 1949–1967, zbiór listów, jakie wymieniali między sobą Jerzy Zawieyski i Zbigniew Herbert, stanowiąca bogate źródło wiedzy o życiu i twórczości obydwu literatów.
Od 1954 prawie do dnia śmierci Zawieyski prowadził zapiski w dzienniku. Jak dotąd nie opublikowano ich w całości w formie książkowej. W 1980 Instytut Sztuki Polskiej Akademii Nauk wydał ich fragmenty dotyczące teatru. W 1983 wyszedł w Instytucie Wydawniczym „Pax” wybór zapisków. W czerwcu 2009 fragmenty wydrukowała też „Gazeta Wyborcza”. Pod koniec 2010 roku fragmenty dziennika Zawieyskiego z roku 1956 (okres odwilży) opublikował kwartalnik historyczny „Karta”. W 2011 nakładem Ośrodka Karta i Domu Spotkań z Historią ukazał się pierwszy tom obszernego wyboru dzienników.

### Powieści
- Gdzie jesteś przyjacielu (1932)
- Daleko do rana (1934)
- Droga do domu (1946)
- Noc Huberta (1946)
- Wawrzyny i cyprysy (1966)
- Konrad nie chce zejść ze sceny (1966)

### Opowiadania
- Pokój głębi (1956)
- Romans z ojczyzną (1963)

### Eseje
- Notatnik liryczny (1956)
- Próby ognia i czasu (1958)
- W alei bezpożytecznych rozmyślań (1965)
- Pomiędzy plewą i manną (1971)

### Dramaty
- Powrót Przełęckiego
- Rozdroże miłości
- Ocalenie Jakuba
- Wysoka ściana
- Masław
- Rycerze świętego Graala (1927)
- Ślepa ulica
- Lai znaczy jaśmin
- Mąż doskonały
- Dzień sądu
- Pieśń o nadziei
- Rzeka niedoli
- Miecz obosieczny
- Każdy

### Dzienniki
- Dzienniki, t. 1, wybór z lat 1955–1959
- Dzienniki, t. 2, wybór z lat 1960–1969

## Upamiętnienia
- W dziesiątą rocznicę śmierci 18 czerwca 1979 ks. Bronisław Dembowski odprawił Mszę Świętą w warszawskim kościele św. Marcina, podczas której prymas kard. Stefan Wyszyński wygłosił homilię poświęconą życiu i twórczości Zawieyskiego. Po mszy odsłonięta została tablica pamiątkowa w wirydarzu klasztoru Sióstr Franciszkanek Służebnic Krzyża. Odsłonięcia dokonał ks. prymas. Tablica przedstawia wizerunek pisarza z napisem Jerzy Zawieyski 1902–1969. Pisarz, przyjaciel ludzi poszukujących. Życiem i twórczością dał świadectwo prawdzie, miłości Boga i Polski[31].
- W setną rocznicę urodzin Jerzego Zawieyskiego, 4 października 2002 w warszawskim kościele św. Marcina odprawiono Mszę Świętą za spokój jego duszy, podczas której wspomnienie o pisarzu wygłosili bp Bronisław Dembowski, Tadeusz Mazowiecki i Stefan Frankiewicz[32].
- W październiku 2007 grupa intelektualistów i artystów zwróciła się do prezydenta RP z apelem o pośmiertne odznaczenie Jerzego Zawieyskiego Orderem Orła Białego[33][34].
- W Łodzi na kamienicy przy ulicy Przybyszewskiego 86 znajduje się tablica pamiątkowa poświęcona Zawieyskiemu: W tym domu mieszkał / w latach trzydziestych / Jerzy Zawiejski / 1902–1969 / wybitny pisarz i dramaturg / działacz społeczny / i państwowy.
- W 2011 ukazała się biografia humanistyczna Jerzego Zawieyskiego autorstwa Marty Korczyńskiej[35], zrecenzowana przez Barbarę Tyszkiewicz[36].